# Emil Pfersche
Emil Pfersche (* 18. Dezember 1854 in Preßburg, Komitat Pressburg; † 11. März 1916 in Prag, Böhmen) war ein österreichischer Rechtswissenschaftler.

## Leben
Als Sohn eines Advokaten studierte Pfersche Rechtswissenschaft an der Universität Graz und der Universität Wien. 1878 promovierte er zum Dr. iur. Nach Aufenthalten in Leipzig, Berlin und Göttingen habilitierte er sich 1880 in Graz für Römisches Recht. 1889 wurde er unbesoldeter a.o. Professor. Als Nachfolger von Gustav Hanausek ging er 1893 als planmäßiger Extraordinarius an die Karl-Ferdinands-Universität, die ihn 1895 als o. Professor berief. 1906/07 war er Rektor der Universität und 1909/10 Dekan der Juristischen Fakultät. Seine Rektoratsrede befasste sich mit Recht und Krieg.
Mit Joseph Ulbrich veröffentlichte er 1897 den Entwurf eines böhmischen Sprachengesetzes, der an radikalen Kräften beider Seiten scheiterte. Für den Wahlkreis Aussig wurde er im selben Jahr in den Reichsrat (Österreich) gewählt. Als Mitglied der Deutschen Fortschrittspartei gehörte er ihm bis 1901 an. Er starb im 62. Lebensjahr.

## Schriften
- Die Irrtumslehre des Österreichischen Privatrechts (1891), Neudruck Kessinger (2010). GoogleBooks
- Das Problem des Gewohnheitsrechtes (1895), Neudruck Kessinger (2010). GoogleBooks
- Methodik der Privatrechtswissenschaft, Neudruck BiblioLife (2010). GoogleBooks
- Grundriss der allgemeinen Lehren des Bürgerlichen Rechts (1907), Neudruck Kessinger (2010). GoogleBooks
- Die Parteien der Deutschen in Österreich vor und nach dem Weltkrieg, Duncker & Humblot, München und Leipzig 1915. (Online)